# Aleksandr Kovalyov
Aleksandr Alexandrovich Kovalyov (tiếng Nga: Александр Александрович Ковалёв)  (sinh ngày 24 tháng 9 năm 1986) là một cầu thủ bóng đá người Nga gốc Kazakhstan từng thi đấu cho Metallurg Bekabad. Anh đá ở vị trí hậu vệ.

## Sự nghiệp
Kovalyev ký bản hợp đồng 2 năm với Bunyodkor vào tháng 2 năm 2010, sau khi trải qua các mùa giải với Metalourg Bekabad.
Kovalyev ra mắt một lần ở vòng bảng Giải vô địch bóng đá các câu lạc bộ châu Á 2010.